# Gardneria
Gardneria es un género con 15 especies de plantas con flores perteneciente a la familia Loganiaceae.

## Especies
- Gardneria angustifolia
- Gardneria distincta
- Gardneria fagraeacea
- Gardneria fragraeacea
- Gardneria glabra

## Sinonimia
- Pseudogardneria